# Marcus Tarquitius Saturninus
Marcus Tarquitius Saturninus (vollständige Namensform Marcus Tarquitius Titi filius Tromentina Saturninus) war ein im 1. Jahrhundert v. und n. Chr. lebender Angehöriger der römischen Armee, der in den römischen Ritterstand (Eques) aufstieg. Durch eine Inschrift, die in Veii gefunden wurde, sind Teile seiner militärischen Laufbahn bekannt.
Saturninus war vermutlich Centurio in einer oder mehreren Legionen, bevor er zum Kommandeur (Praefectus) einer Cohors scutata befördert wurde. Danach stieg er zum Primus pilus in der Legio XXII auf. Im Anschluss wurde er in den Ritterstand aufgenommen und diente als Tribunus militum zunächst in einer Legio III und danach erneut in der Legio XXII. Nach Beendigung seiner militärischen Karriere kehrte er in seine Heimatstadt zurück, wo er Mitglied der örtlichen Centumviri wurde.
Saturninus war in der Tribus Tromentina eingeschrieben und stammte aus Veii.
Durch eine weitere Inschrift aus Veii, die in das Jahr 26 n. Chr. datiert ist, ist belegt, dass Saturninus und Titus Tarquitius Rufus an einer Sitzung der Centumviri municipii Augusti Veientis teilnahmen; seine militärische Karriere muss daher vor diesem Ereignis stattgefunden haben. Darüber hinaus können ihm zwei weitere, unvollständig erhaltene Inschriften aus Veii zugeordnet werden.

## Cohors scutata
Ségolène Demougin ordnet Saturninus der Cohors scutata civium Romanorum zu, die in der Provinz Aegyptus stationiert war. John Spaul ordnet ihn dagegen der Cohors II Hispanorum scutata Cyrenaica zu.

## Legionen
In der Inschrift werden für die Legionen, in denen Saturninus diente, nur die Ordnungsnummern III und XXII angegeben. Laut Ségolène Demougin handelt es sich bei den Legionen um die Legio III Cyrenaica und die Legio XXII Deiotariana, die beide in der Provinz Aegyptus stationiert waren.